# 大取代
大取代（法語：Grand Remplacement），抑或称取代理论，是白人民族主义者提倡的极右阴谋论，由法国作家雷诺·加缪提出。该理论认为，通过与“取代派”精英合谋或合作（pouvoir/élite remplaciste），欧洲的白人正在人口及文化层面逐渐被非白人（特别是穆斯林）取代。取代手段则包括大规模移民、人口增加及降低出生率。然而，主流学界并不认同这种主张，认为其源自对移民数据的夸大解读，而且以不科学的种族主义世界观为前提。
实际上，类似的极右观点早在19世纪就有人提出，只不过到了2011年才由加缪在著作《大取代》（Le Grand Remplacement）中正式命名并推广。加缪认为，法国穆斯林占了人口相当大的比例，可能会威胁甚至摧毁法国的文化与文明。加缪与其他阴谋论者认为这种过程之所以出现，乃是法國政府、欧洲联盟或联合国内部的全球派或自由派精英（也就是“取代派”）有意推进的政策造成的。他们认为这种政策是“以替代手段进行的种族灭绝”。
大取代阴谋论在欧洲获得广泛支持，影响力更遍及其他西方国家的反移民及白人民族主义运动。认同该理论的人士认为“移民之所以涌入白人占多数的国家，是因为他们打算让白人人口在他们的土地上成为少数民族，乃至让本土的白人彻底灭绝”，因此它很大程度上与更加广泛的白人種族滅絕陰謀論密切相关，不仅是利用伊斯兰恐惧症推动反犹太谣言传播，进行战略性替换。
外界认为，大取代阴谋论与其简单的包罗万象的口号是其在泛欧世界中具有更广泛吸引力的原因，尽管这一理论根植于许多白人至上主义运动的反犹太情绪，特别是美国。尽管加缪公开谴责白人民族主义者的暴力行为，学者还是认为他将非白人移民描绘成白人人口的外部威胁是在无形中呼吁暴力。而近年的2018年匹兹堡犹太教堂枪击案、2019年新西兰基督城清真寺枪击案、2019年埃尔帕索枪击案及2022年水牛城枪击案都有大取代的影子。

## 背景
在近十年来公共舆论中反移民的声音甚嚣尘上的大背景下，法国作家雷诺·加缪于2010年和2011年发布两部著作，提出了大取代的阴谋论。在2000年代到2010年代的20年间，欧洲的伊斯兰恐怖活动有上升趋势，再加上2015年兴起的欧洲移民危机，种族间关系愈发紧张，舆论开始接受加缪的理论。其中移民危机据说证明了人口取代可以在一到两个世代的短时间内发生，尤其有利于加缪思想的传播。与此同时，恐怖活动让认同大取代世界观的人们愈发相信移民是外来威胁。
另一方面，加缪提出欧洲文化与文明会在未来灭亡的主题也契合当时欧洲知识分子“文化悲观”与反伊斯兰的趋势，在2010年代的多部书名直截了当的畅销著作中有所提及，包括蒂洛·薩拉辛的《德國正在自取滅亡》（2010）、埃里克·澤穆爾的《法国的自杀》（2014）、米歇尔·韦勒贝克的《臣服》（2015）。

## 雷诺·加缪的概念

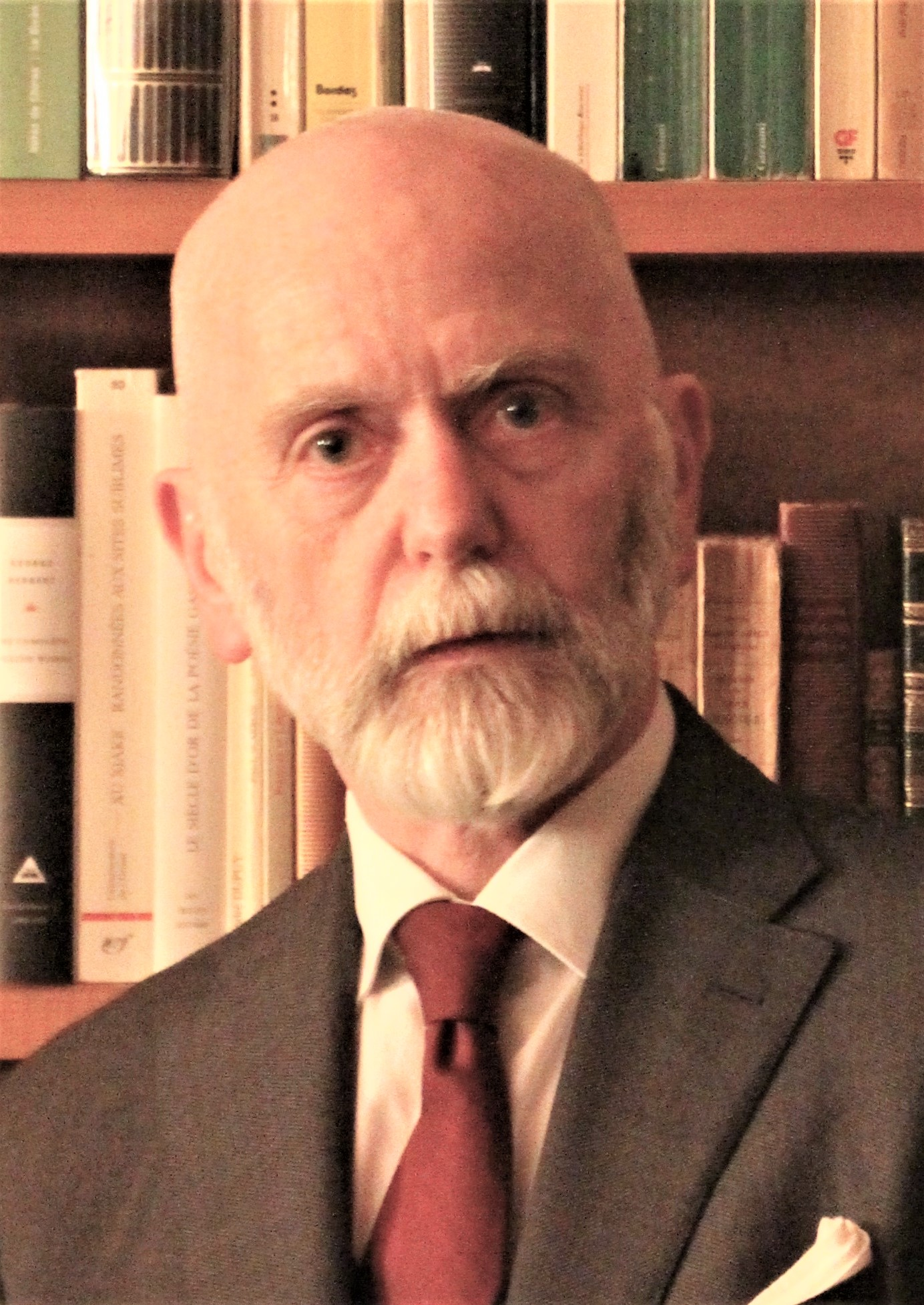
大取代理论的最早提出者雷诺·加缪，摄于2019年3月

大取代最早由法国作家雷诺·加缪在2010年的著作《天真入门手册》（L'Abécédaire de l'in-nocence）及次年的同名著作《大取代》（英語：The Great Replacement (introduction to global replacism）中提及。加缪表示“大取代”这个词是自己偶然间想到的，可能或多或少无意间参考了18世纪阿卡迪亚人的大骚乱（Grand Dérangement）。他表示，德国诗人贝托尔特·布莱希特曾讽刺地认为政府最容易做的事情就是在人民丧失信心的情况下改变他们（“难道政府不可以把人民解散掉，然后再选一个吗？”），而大取代理论就是这个主张的“生动写照”。
加缪认为，大取代理论受“工业化”、“世俗化”和“去文化化”滋养。在他看来，当今的唯物主义社会与全球主義思想已经创造出一批“可以被取代的人类，不论国家、民族、文化为何”，也就是他所认为的“全球取代”。不过，他觉得“大取代不需要定义”，而且词的本身不是“概念”，而是“现象”。
根据加缪的理论，土生法国人是“被取代者”（les remplacés），在人口层面已经被主要来自非洲或中东的外来人口取代，正处在“取代派力量”鼓励的“人口移民”进程中。他以1940年到1945年德国纳粹占领的法国地区为例，当时的“殖民者”/“占领者”（colonisateurs/colonisation）没有欧洲人血统但住在欧洲，将他眼中的“取代派精英”斥为“同流合污者”。2017年，加缪创办欧洲抵抗运动全国委员会组织，在名称上借鉴了第二次世界大战期间的全國抵抗委員會（1943–1945），以法国抵抗纳粹党为例子暗示大家仇恨他眼中的“占领者”（也就是移民人士），甚至采用暴力等直接行动。他认为大取代和所谓的“以替换方式灭绝欧洲人”如同纳粹大屠杀。

### 据称造成的影响
在2011年著作《大取代》的尾声中，加缪提到了两个影响深远的人物，一个是英国政治家以諾·鮑威爾，一个是法国作家让·拉斯帕伊。鲍威尔曾在1968年的血河演說认为未来的种族关系会造成世界末日，拉斯帕伊在1973年的小说《圣人营》认为第三世界的移民大潮会让西方世界轰然崩塌。
在2016年《旁观者》杂志的一篇文章，加缪表示理解大取代理论的钥匙就在他2002年的著作《感觉》（Du Sens）中。在《感觉》一书中，加缪认为“法兰西”和“法国”两个词在自然及物理现实层面相同，在法律层面不相同，类似于夏尔·莫拉斯对“合法国家”（pays légal）及“现实国家”（pays réel）的克拉蒂卢斯式区分。在同一个采访中，加缪表示自己对大取代阴谋论的想象可以追溯到1996年，当时他正修订法国南部省份埃罗省的指南：“我突然间意识到在一些历史悠久的村庄里，人口也彻底改变了。我就是在那个时候开始写相关的内容。”

## 类似概念
尽管有自己的奇点和概念，大取代理论还是属于范围更广、历史更久远的白人種族滅絕陰謀論。白人种族灭绝论于1995年由美国新纳粹主义者大卫·莱恩在1995年著作《白人种族灭绝宣言》（White Genocide Manifesto）中提出，当中莱恩断言西方世界国家的政府打算将白人变成“灭绝物种”。实际上，在敌对势力精英的指引下“取代”土生白人的思想最早可以追溯到二战前的反犹谣言。该谣言假设犹太人密谋通过通婚摧毁欧洲，在爱德华·德鲁蒙的反犹太主义畅销书《犹太法国》中尤为突出。在提到两者的相似性时，历史学家尼古拉斯·勒伯格和政治学家让-伊夫·加缪认为雷诺·加缪的贡献是用穆斯林和欧洲人之间的文明冲突来取代原来的反犹元素。
撰写民族主义立场专栏文章的莫里斯·巴雷斯认为“大取代”的意识形态系谱与当时的时代背景息息相关。他认为，1889年和1900年这两年的法国土生人口在移民及生育率下降的联合作用下被取代。另外，学界认为战后欧洲的新法西斯主义与新纳粹主义思想家也有类似的看法，其中又以莫里斯·巴尔代什、雷内·比奈和加斯顿-阿曼德·阿莫德鲁兹最为突出。
而大取代思想的最近期来源理论是由2005年英国作家巴特·耶奥提出的“欧拉伯”，加缪经常称这个理论是大取代思想的灵感来源。这个理论同样涉及到法国与阿拉伯国家联合推动的全球主义组织，认为两者希望以此推动欧洲伊斯兰化，让穆斯林通过移民及高生育率淹没欧洲大陆。该理论还将移民者形容为入侵者、第五纵队，是腐败的政治精英请过来的。学界普遍认为，加缪尽管没有提出相关的主题，但确实创造了“大取代”这个口号和概念，推动其在2010年代声名鹊起。

## 分析

### 人口统计
尽管法国各民族的人口在战后移民的推动下出现转变，学界还是对大取代的主张不以为然，认为这只是过度解读移民数据与非科学的种族偏见观点造成的结果。地理学家兰迪斯·麦凯勒（Landis MacKellar）批评加缪假设“第三代和第四代移民不知什么原因不是法国人”。根据不同专家的估计，2017年法国穆斯林人口占总体8.8%到12.5%，在麦凯勒眼中远远不及“取代”的程度。皮尤研究中心预测在没有移民的情况下，法国的平均生育率到2050年会增加到12.7%，计算移民情况在内，生育率增加到18%。另据法国国家统计与经济研究所数据，2018年法国本土的新生儿中，28.15%的父母至少一方不在欧洲出生。美国普查局预测美国白人人口到2044年会下降至不到一半；尽管种族区分、跨种族通婚及移民会让这个日期进一步推迟，支持大取代理论的人士还是对这个现象感到焦虑。

### 种族内涵
澳大利亚历史学家A·德克·摩西认为大取代理念某种程度上是欧洲人的心理投射。欧洲人一方面制定定居殖民计划，通过定居者社会消除和替换本地人口，另一方面害怕这种政策会反过来影响自己。
在德语语境中，奥地利政治学家雷纳·鲍博克质疑阴谋论者对“人口替换”或“更换”（Bevölkerungsaustausch）二词的使用。根据露丝·沃达克认为需要在历史背景中看待大取代口号的分析，鲍博克认为大取代理论是纳粹种族倒置的重现。

### 流传

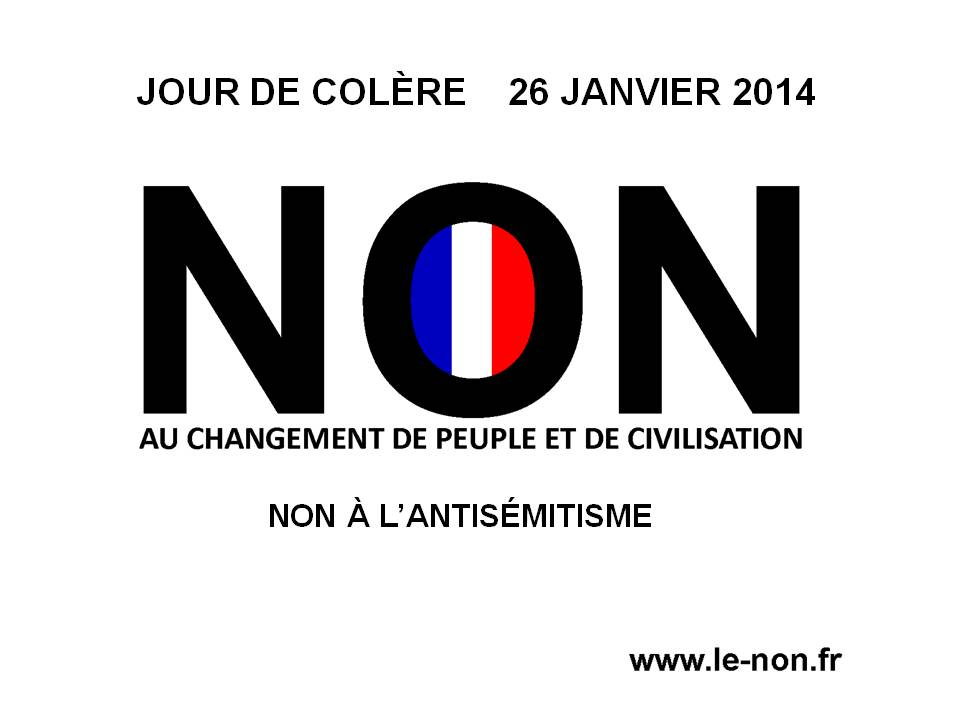
2014年，加缪发起反“大取代”的“愤怒日”示威。在活动的宣传册子中，加缪呼吁民众“向人民及文明改变说不，向反犹太思想说不”。

学界认为，大取代之所以流传甚广，是因为有两个决定性因素，一是由加缪主张衍生的万金油口号——“你们（现在）只有一个种族，但是在一代人的时间内，你们会有不同的种族”，二是加缪去除了最初新纳粹主义者白人種族滅絕陰謀論中的反犹太元素。反诽谤联盟表示，由于许多白人至上主义者（尤其是美国的）将非白人移民归咎于犹太人，大取代如今（指2021年）添上了反犹太色彩。学者凯瑟琳·贝卢认为大取代让“机会主义者得以选择敌人”，但也遵循中心的激励逻辑，即保护内部的东西（保障白人的出生率），不管外面的敌人。
2018年12月，法国民意研究所的一项调查显示25%的国民认同大取代理论，46%认为自己是“黄背心运动”的抗议者。到了2021年10月，哈里斯民意研究院的调查显示61%的国民相信法国会出现大取代，67%担心大取代出现。
与此同时，大取代理论也深刻印象了其他国家的极右翼及白人民族主义群体。加拿大极右翼政治运动家劳伦·索顿在2017年7月发布的视频中介绍了大取代理念，到2020年吸引68.6万次观看，被认为是普及大取代理论的重要推手。挪威反圣战博主Fjordman也传播了大取代理论。
维也纳之门、政治不正确、Fdesouche等知名极右翼平台为博主传播推广大取代理论搭建了平台，而理论的主要推广者也结成了一个或多或少与白人民族主义运动有联系的大型网络（尤其是欧洲的身份认同运动、德国的愛國歐洲人反對西方伊斯蘭化等）。
2022年5月，美联社称三分之一的美国成年人认为有迹象显示“本土美国人正被以选举目的取代移民”。民调显示，从保守派及极右派媒体接受新闻资讯的人更倾向于相信大取代理论，其中同一个美国新闻网和大全新闻的观众有45%相信大取代，福斯新闻有31%的观众相信，相比之下有线电视新闻网只有13%的人相信，MSNBC只有11%。

## 政治影响

### 欧洲

#### 法国
在法国舆论及媒体的推波助澜下，大取代阴谋论在大多数欧洲人中传播。法国的右翼民族主义团体断言土生法兰西人正进行“伊斯兰替换”，认为法国穆斯林人口是潜在威胁，可能会对法国文化与文明构成破坏。
2011年，极右翼政治人物玛丽娜·勒庞借大取代阴谋论主张法国境内的“反对派”正反动道德战和经济战，通过“有组织地替换我们的人口让它（法国）沉没”。2013年，历史学家多米尼克·文纳在巴黎聖母院自杀，以一张概述“取代我们人民的罪行”的字条作为遗言。消息认为，文纳的遗言激励极右翼的伊利亚特学院（Iliade Institute）以大取代理念为意识形态宗旨。提及大取代理念的时候，勒庞公开赞扬文纳最后的举动明显是在政治层面唤醒法兰西人。
2015年，新右派作家纪尧姆·法耶在斯德哥尔摩的瑞典军事博物馆发表谈话，认为所谓的大取代运动通过堕胎、同性恋、移民三大社会议题对付欧洲人，直言穆斯林群体把生育率当成人口武器，以此取代白人人口。
2017年7月法国立法选举前夕，BuzzFeed的一项调查透露国民阵线的三位候选人都认同大取代理念。参议员斯蒂芬·拉维尔的私人助理主张大取代已经在法国开始，以一张附文“对白人种族灭绝说不”的金发女孩的图片进一步推广大取代理念，表示“要选国民联盟，不然就会被入侵”。
2018年9月，在弗雷瑞斯的一场会议中，勒庞密切呼应大取代理念，表示“人类历史上从未有社会像法国这样组织不可逆转的取代运动”，认为取代运动会“稀释、取代（法国社会的）文化或生活方式”，从而让法国社会消失。勒庞家族的年轻成员、前国民议会代表玛丽昂·马雷夏尔-勒庞也支持取代理论。2019年3月出访美国的时候，马雷夏尔表示自己“不希望法国变成伊斯兰教的土地”，坚称大取代“不是子虚乌有”，认为土生法国人到2040年会变成少数民族，所以土生法国人现在想把“国家要回来”。
马雷夏尔的姨妈、国民联盟党主席玛丽娜·勒庞笃信大取代理念。《法兰克福汇报》直接称雷诺·加缪是勒庞的“教师爷”。2019年5月，国民联盟发言人若尔丹·巴尔代拉在与纳塔莉·卢瓦索电视辩论时提到了大取代理论，认为法国必须果断采取措施阻挡非洲移民的人口炸弹。
2019年6月，埃里克·澤穆爾认为大取代理论如同科索沃战争。他表示：“1900年，科索沃有90%的塞族人、10%的穆斯林。到了1990年内战及独立的时候，穆斯林有90%、塞族有10%。”澤穆爾反复认为“几十年来，我们国家的历史人口逐渐被移民取代，其中绝大多数是非欧洲人”。同月晚些时候，马雷夏尔在提到巴尔干半岛地区国家关系时呼应了澤穆爾的主张，表示“我不想我们的法国变成科索沃”，认为法国人口格局的改变威胁到我们自己，而且威胁逐渐明晰起来。

#### 奥地利
奥地利的同一性运动奥地利认同运动认为人口“大更换”（德語：或“大取代”运动必须逆转。2019年4月，奥地利自由党党主席海因茨-克里斯蒂安·斯特拉赫在2019年欧洲议会选举的竞选活动中支持大取代理论，认为“人口替换”在奥地利是真正的威胁，大家“不希望变成国家的少数民族”。马丁·塞尔纳对斯特拉赫从政治层面提及大取代理论表示欢迎。

#### 比利时
2018年9月，弗拉芒极端青年组织盾牌与朋友支持大取代理念，认为欧洲民族正被移民取代，所以要取消移民、强行驱逐非白人移民、成立白人民族州。次月，弗拉芒广播电视公司披露该组织在私密聊天频道讨论大取代理念，以此宣传弗拉芒民族认同。
2019年3月，弗拉芒民族主义者、弗拉芒利益党员德里斯·范·朗根霍夫认为弗拉芒人在比利时被“取代”，在社交媒体上支持大取代理论。

#### 丹麦
大取代（丹麥語：Store Udskiftning）理论在丹麦右翼政治群体中十分流行。2019年4月，深受大取代理论影响的强硬路线党领袖拉斯穆斯·帕鲁丹声称丹麦人到2040年会变得少数民族，被穆斯林及其后代大幅超越。在2019年欧洲议会选举辩论中，帕鲁丹以大取代为依据，提出禁止穆斯林移民、驱逐所有信奉伊斯兰教的民众。法国《世界报》认为帕鲁丹在宣扬大取代理论。2019年6月，丹麦议会议长皮娅·凯斯加德呼吁穆斯林群体投票给社会民主党，被认为变相提及大取代理论。皮娅表示：“什么事情会发生？丹麦人被取代吗？”。

#### 德国
前德国社会民主党政治人物蒂洛·薩拉辛被认为是大取代理念最有影响力的推动者之一，曾就该理念出版多部著作，包括畅销书《德国正在自取灭亡》。薩拉辛认为德国的移民太多，而且智商也比德国人低不少。他认为德意志人人口会在100年内下降到2500万，200年内下降到800万，300年内下降3到300万。
2016年5月，德国另类选择副党主席比阿特丽克斯·冯·斯托奇认为大规模人口更换（Massenaustausch der Bevölkerung）的计划一直以来都有，以另一种说法提及大取代理论。2017年4月，几个月后就任另类选择党主席的亚历山大·高兰在一篇新闻稿中提到了难民家庭团聚问题，称“德国的人口更换计划正在全速开展”。2018年10月，在比阿特丽克斯的带领下，德国议会议员彼得·拜斯特龙认为联合国大会针对难民危机设立的全球移民契约就是大取代计划的一部分，目的是从系统上更换德国的人口。
2019年3月，Vice德国报道称另类选择党议员哈拉尔德·拉奇试图用自己的“大更换”理论谴责基督城清真寺槍擊案，认为该理论就是案发的理由。他认为枪手行动由移民及针对他们的“气候保护”政策引发的“人口过剩”问题驱动。拉奇认为气候运动是“气候恐慌的散布者”，也应对事件附上责任，并点名了气候活动家格蕾塔·通贝里。类似地，右翼宣传家马丁·坎德尔马斯否认2011年挪威爆炸和枪击事件嫌犯安德斯·贝林·布雷维克所写的欧拉伯宣言及基督城枪击案凶手布伦顿·塔兰特的“大取代”宣言与“大更换”理论有联系。他认为大更换完全不是阴谋论，布雷维克和塔兰特都是在对真实发生的现象做出回应，而“大更换”是“历史上独一无二的实验”。

#### 匈牙利
多年来，总理奧班·維克多及其政党青年民主主义者联盟－匈牙利公民联盟一直和大取代理论存在联系。《雪梨晨鋒報》认为，身处欧洲当代右翼政治的中心，奥尔班一直相信并推广大取代理论。2018年12月，奥尔班认为“欧洲的基督教身份”需要被拯救，称来到欧洲的难民是“穆斯林入侵者”。在讲话中，奥尔班表示：“如果欧洲未来挤满了欧洲以外的人，我们会接受这个事实，以平常心看待，之后理所应当地接受人口取代——欧洲人被取代的过程。”
奥尔班还表示：“整个欧洲的儿童越来越少，西方国家对此的答案是移民。但我们匈牙利人的看法不一样，我们想要匈牙利孩子，而不仅仅是数字。”ThinkProgress认为这个言论提出了另一个版本的大取代理论。2019年4月，新西蘭國家廣播電台深入报道了奥尔班在大取代理念恐惧思想的影响下，计划削减大型家庭的税收。

#### 爱尔兰
爱尔兰前记者杰玛·奥多尔蒂狙击利多超市2019年一幅出现爱尔兰白人女性、非洲裔巴西人伴侣及两人混血儿子的广告，认为这是“大取代”的手段。面对网民的挞伐，一家人决定离开爱尔兰。与此同时，反对向寻求庇护者提供直接拨备中心的人士也经常提到大取代理论。
2020年，爱尔兰记者理查德·唐斯认为，一些新生的民族主义者并不把在爱尔兰生活的外来人口当成这个现代欧洲国家的一份子，而是认为他们密谋压倒爱尔兰人。在他们某些人看来，这是爱尔兰政府、非政府组织、欧盟与联合国串谋的计划，认为这些组织想用国外的黑人换掉爱尔兰人。爱尔兰广播电视台新闻报道三位在2020年初出生的新生儿，称三位孩子的母亲分别是波兰人、黑人、印度人，被外界认为是大取代。对此，记者弗格斯·芬莱表示：“我不在乎粗俗的辱骂，但我真的相信喷子应该被制裁，因为他们煽动其他人去仇恨、去用暴力对待那些色彩或宗教是唯一的罪过的人。我很难相信政府不对这些拿着言论自由的大旗，想说就说什么的键盘侠采取措施。虽然他们人数不多，从表面上看只是一些傻瓜，我们之之前就碰到过这些人。政治运动建立在对其他人的仇恨上，危害可想而知。”
在提到2020年的极右翼团体时，爱尔兰国家警察局长德鲁·哈里斯表示“爱尔兰的右翼团体对大取代理论深信不疑”，认为大取代正计划“摧毁国家机关及基础设施，包括都柏林港、格拉夫顿街等购物区、爱尔兰众议院及政府部门”。

#### 意大利
副总理馬泰奧·薩爾維尼多次提及大取代理论。就任副总理两年前的2016年5月，萨尔维尼在接受Sky TG24采访时称“种族取代正在意大利发生”，批评某个资金充足的工人输入组织进口“农场奴隶”，认为这是试图对意大利人进行有利可图的种族灭绝。

#### 荷兰
2015年4月，伊斯兰学者汉斯·杰森在新闻博客没有风格撰文介绍大取代理论，认为有个“无可争议”的事实，那就是欧盟的统治精英普遍认为欧洲人“毫无益处，最好被取代”。2015年，荷兰国会二院自由黨籍马丁·博斯马发表著作《自己土地上的少数民族》，援引大取代理论，认为越来越多的“新移民人口”让荷兰自己人陷入了明显的“后种族多元文化救赎状态”。
2017年3月，右翼政党民主论坛领袖蒂埃里·鲍德在介绍“民族自我仇恨”的讲话中宣扬大取代理论，认为荷兰所谓的精英故意用“顺势疗法稀释”荷兰人，计划用种族手段将荷兰人和“全世界的人”混在一起，这样“荷兰人就不复存在”。
2018年1月，自由党国会议员马丁·博斯马在鹿特丹自由党示威活动上会见大取代理论发明者雷诺·加缪，事后公开支持大取代理论及加缪。弗拉芒分裂派政党弗拉芒利益领袖菲利普·德温特也在当天来到荷兰的示威现场会见加缪，向媒体说他是“有远见的人”。
自由党领袖海尔特·维尔德斯认同大取代正在欧洲发生。2018年10月，维尔德斯认为荷兰正被穆斯林世界的大批移民取代，鹿特丹已经是“欧拉伯的港口”。他表示，过去半世纪穆斯林占多数的7700万移民试图进入欧洲，本土的白人将不复存在，除非他们停止进入。2019年，《纽约时报》称加缪根据人口状况提出的危言耸听的主张为维尔德斯及自由党的排外宣传添油加醋。
2018年9月，荷兰作家保罗·谢弗分析大取代的发展历程，认为民主论坛和自由党戴着大取代的有色眼镜指定人口政策。

#### 西班牙
极右翼政党呼声在提到西班牙人生育率比移民低时提到大取代理论。ElDiario.es记者安东尼奥·马耶斯特（Antonio Maestre）认为呼声党和担心西班牙人被取代的加泰羅尼亞民族主義极端派都认同大取代理论。

#### 英国
据2018年11月剑桥大学的一项研究，31%的脱欧派选民相信大取代阴谋论，相比之下留欧派选民只有6%相信。
2019年7月，英国左翼音乐人、社运人士比利·布拉格公开指责创作歌手莫里西支持大取代理论。布拉格表示，莫里西正在宣传这个毫无疑问启发了基督城清真寺槍擊案凶手的思想。

### 北美

#### 加拿大
YouTuber劳伦·索顿经常宣传大取代理论。2017年，索顿在频道发布了一条介绍大取代的视频，在删除前获得50万次观看。2018年多伦多市长选举候选人菲丝·戈尔迪支持大取代理论。2019年基督城清真寺槍擊案发生后，Vice指控戈尔迪经常鼓吹出生率下降、白人人口被取代的论调，而这两者都出现在凶手的“大取代”宣言中。忠实白人至上主义者保罗·弗洛姆认为1967年前加拿大采用的红船旗才能代表真正的加拿大欧洲加拿大，因为1965年出台的移民政策推动了叛国的取代欧洲人计划。
2019年6月，专栏作家林赛·谢泼德认为“人口取代”让“白人正在变成西方国家的少数民族”，批评下议院司法委员会议员科林·弗拉泽没有谴责人口取代。与此同时，纳撒尼尔·厄斯金-史密斯批评谢泼德公开支持大取代。

#### 美国
2017年，美国白人至上主义群体在弗吉尼亚州夏洛蒂镇举行团结右翼集会，打出隐喻种族取代的标语，譬如“你们不会取代我们”（You will not replace us）、“犹太人不能取代我们”（Jews will not replace us）。活动上，加缪向Vox明确表示不支持暴力行为，否认自己的思想与新纳粹分子有关联。不过，他认同这些口号背后的意义。
2018年10月，共和党国会议员史提夫·金公开支持大取代理论，表示“没错，大取代正在发生”（Great replacement, yes），“通过种族移民进入欧洲的人有80%是年轻人”。他认为大取代是欧洲和美国共同关心的问题，“如果我们继续把自己的孩子打掉，用年轻暴力的人取代他们，我们就是在换掉我们的文化、我们的文明”。他批评乔治·索罗斯就是大取代的罪魁祸首。
2019年5月，佛罗里达州参议员丹尼斯·巴克斯利以大取代理论形容美国国内的堕胎权争议，希望美国民众警惕西欧国家的生育率问题：“当你的生育率低于2%的时候，社会就会逐渐消亡，被之后到来的移民取代。他们不想融入社会，一心生孩子。”次月，缅因州共和党副主席尼克·伊斯格罗（Nick Isgro）支持大取代理论，认为用财政补贴国内的堕胎宣传活动“就是在杀我们自己人”，寻求庇护的人“在全球精英及其在奧古斯塔的伴侣的棋局中充当真人棋子”。《波特兰新闻先驱报》（Portland Press Herald）专栏作家格雷格·凯西奇（Greg Kesich）称缅因州沃特维尔现任市长在演讲中展现大取代情绪。
2019年8月，极右翼恐怖分子在德克萨斯州埃尔帕索一家沃尔玛超市开枪打死23名拉丁裔美国人，是美国现代史上拉丁裔美国人死亡最多的事件。案发前，枪手发布一段反拉丁裔、反移民宣言，推广大取代理论。宣言题为《难以忽视的真相》（The Incovenient Truth），共2300字，模仿美国总统唐纳德·特朗普的语言形容移民政策，将西班牙裔美国人形容为侵略者，扬言“把他们送回去”，同时让大家警惕“西班牙裔入侵德克萨斯州”。
2021年4月，阴谋论者塔克·卡森在自己的节目中宣扬白人種族滅絕陰謀論。几天后在委员会的听证会上，共和党国会议员斯科特·佩里称“对于许多美国人来说，我们正在取代土生土长的美国人、永久改变这个国家的面貌”。前众议院议长紐特·金里奇于2021年8月接受福斯新闻频道采访时提到了大取代理论：
我认为我们大多数人很难接受反美左派用大量对美国历史、美国传统、美国法律一无所知的人淹没传统的美国人。当你深入了解这些激进的左派分子时，你会发现他们的思想模式就是这样，就是要摆脱我们这些剩下来的人，因为我们相信乔治·华盛顿，相信宪法。而你会看到他们一直这样做。
2019年7月，明尼苏达州总检察长凱斯·埃里森认为2016年英国脱欧及唐纳德·特朗普胜选以来激增的仇恨犯罪被所谓的取代理论统编，建议各群体“警惕并始终如一地打击这些暴力行为和仇恨言论”。与此同时，英国保守党执行长兼司库米克·戴维斯表达自己对大取代理论的愤慨，认为它“很明显就是在反犹太人”。
据战略对话研究院分析，总统特朗普多次提及大取代理论。2019年，特朗普一条支持兴建美墨边界围栏的推文被许多人解释为支持大取代理论。支持者还认为特朗普的Twitter账号是大取代理论的主推手。据SBS新闻介绍，特朗普还曾把穆斯林和移民称为“入侵者”，密切呼应了大取代支持者所用的语言。
据芝加哥大学政治学家罗伯特·A·佩普（Robert A. Pape）研究，参与1月6日冲击国会大厦行动的示威者大多认同大取代思想。另外，共和党选民及国会议员都相信这个理论。
2021年9月22日，塔克·卡森在福斯新闻频道的个人节目《塔克·卡尔森今夜秀》中认为拜登总统故意用第三世界的人取代本土人口。
2022年水牛城槍擊案后，众议院共和党议员中排名第三的埃莉斯·斯蒂芬尼克被指曾在竞选广告中使用类似大取代阴谋论者的运用。在其中一份广告中，她指控“激进的民主党人”计划“大赦1100万搞乱我们目前选民的非法移民，在华盛顿永久建立自由派占多数的地区，以此展开‘永久的选举暴动’”。在2022年美国婴儿配方奶粉短缺危机中，埃莉斯批评拜登总统扣留美国母亲的配方奶粉，把它们给了没有文件的移民。面对枪击案后出现的批评声音，埃莉斯依旧不否认取代理论，而且还是用了匿名者Q支持者的语言。

### 大洋洲

#### 澳大利亚
澳大利亚媒体报道昆士兰州参议员弗雷泽·安宁阵营支持大取代理论。2019年4月，路透社报道安宁暗示穆斯林“很快就会超越我们”，强调大取代理论。2019年5月，安宁认为澳大利亚白人“很快就会成为少数民族”，如果不捍卫“民族文化认同”的话。

## 对白人民族主义恐怖活动的影响

### 暗含呼吁暴力行为
加缪使用“殖民”、“占领者”（colonisateurs/colonisation）等感情强烈的词汇标签欧洲外来移民及其儿童，被认为是在暗地里呼吁采取暴力行动。学者让-伊夫·加缪认为大取代理论与移民回迁主张不谋而合，委婉地表达了驱逐外来移民的想法。2019年，加缪在一篇文章中定义了他在欧洲议会选举中政纲，以另一种委婉说法“大遣返”（Grand Rapatriement）指回迁政策。历史学家尼古拉斯·班塞尔（Nicolas Bancel）和帕斯卡·布兰查德（Pascal Blanchard）与社会学家艾哈迈德·布贝克（Ahmed Boubeker）认为大取代理论暗含对内战的宣告，极端、过于简单，任何人都能理解，因为验证了国家对种族的定义。人口学家赫维·勒·巴哈认为加缪形容第二代或第三代移民的措辞自相矛盾，因为“他们已经不是移民了，他们是法国人”，同时指责加缪把他们形容为第五纵队或“内部敌人”。

### 启发袭击事件
2018年、2019年及2022年的四起群体枪击案中，嫌疑人都表达了对白人灭绝的恐惧，特别提到了取代理论。尽管加缪主张自己的理论不含暴力元素，南方贫困法律中心的分析员海蒂·贝里奇（Heidi Beirich）认为理论背后的白人種族滅絕陰謀論“毫无疑问影响到”美国的白人至上主义者，可能促使他们制造暴力事件。
2018年10月，美国宾夕法尼亚州匹兹堡生命之树犹太教堂爆发枪击案，11死6伤。枪手认为犹太人是被故意移民到美国，目的是灭绝美国的白人人口。
2019年3月15日，新西兰基督城林伍德伊斯兰中心与努尔清真寺被澳大利亚恐怖分子布伦顿·塔兰特持枪攻击，51人死、49人伤。犯案前，布伦顿引用加缪的著作发表《大取代》宣言。事后加缪谴责暴力行动，重申自己希望对日益增加的非白人人口发动“反革命行动”。同年，战略对话研究院发现基督城枪击案前社会媒体上关于大取代的帖文超过2.4万条，而2012年4月的帖文有3,431条。枪击案发生后的4月份，大取代的关注度暴涨。2019年8月3日，美国德克萨斯州埃尔帕索一家沃尔玛超市爆发大规模枪击案，造成23人死、23人伤。凶手帕特里克·克鲁修斯（Patrick Crusius）案发前在网上贴出题为《难以忽视的真相》的宣言，在案发前表达对基督城枪手的支持。他表示自己开枪的理由是“入侵德州的西班牙裔”引发“文化及种族取代”（暗指再征服運動）。
2022年5月14日，美国纽约州水牛城一家顶友超市发生大规模枪击案，10人死亡、3人受伤。凶手案发前的犯案宣言提到了大取代理论，称自己是法西斯分子、白人至上主义者、反犹太人。

### 引用
1. ↑  Bracke, Sarah; Aguilar, Luis Manuel Hernández. . The British Journal of Sociology. 2020, 71 (4): 680–701. ISSN 1468-4446. PMC 7540673 . PMID 32100887. doi:10.1111/1468-4446.12742 .
2. 1 2  Bowles, Nellie. . The New York Times. 2019-03-18  [2019-05-17]. （原始内容存档于2019-05-17）. Behind the idea is a racist conspiracy theory known as 'the replacement theory,' which was popularized by a right-wing French philosopher.
3. ↑  Feola, Michael. . Political Theory. 2020, 49 (4): 528–553. ISSN 0090-5917. doi:10.1177/0090591720972745 . This article addresses recent strains of white nationalism rooted within anxieties over demographic replacement (e.g., "the Great Replacement").
4. 1 2 3 4 5  Taguieff (2015), PT71 （页面存档备份，存于）.
5. ↑   (PDF). Berlin: Amadeu Antonio Stiftung. 2017: 18. ISBN 978-3-940878-29-8. OCLC 1042949000. （原始内容存档 (PDF)于2018-09-24）.
6. ↑  Korte, Barbara; Wendt, Simon; Falkenhayner, Nicole. . Routledge. 2019. PT176. ISBN 978-0429557842. This conspiracy theory, which was first articulated by the French philosopher Renaud Camus, has gained a lot of traction in Europe since 2015.
7. 1 2 3  Fourquet (2016), PT29 （页面存档备份，存于）.
8. ↑  Verstraet, Antoine. . Savoirs et Clinique. 2017, 23 (2): 55. ISSN 1634-3298. doi:10.3917/sc.023.0055 （法语）. [transl. from French] This theory states that the indigenous French ('') could soon be demographically replaced by non-European peoples, especially from the Maghreb and sub-Saharan Africa.
9. 1 2 3  Bergmann (2021), pp. 37–38: "The term ‘The Great Replacement’ rose to new prominence when a deeply controversial French philosopher, Renaud Camus, used it for the title of his book published in 2011. Camus mainly focused on France, but he argued that European civilisation and identity was at risk of being subsumed by mass migration, especially from Muslim countries, and because of low birth rates among the native French people. (...) It found support widely in Europe and was, for instance, entangled in the more general White Genocide conspiracy theory, which nationalist far-right activists have upheld on both sides of the Atlantic.
10. 1 2  Jenkins, Cecil. . Little, Brown Book Group. 2017. PT342. ISBN 978-1-4721-4027-2. As for the grand replacement, this has been widely seen as a paranoid fantasy, which plays fast and loose with the statistics, is racist in that it classes as immigrants people actually born in France, glosses over the fact that around half of immigrants are from other European countries, and suggests that declining indigenous France will be outbred by Muslim newcomers when in fact it has the highest fertility rate in Western Europe, and not because of immigration.
11. ↑  Buncombe, Andrew. . The Independent. 2022-05-17  [2022-05-24]. （原始内容存档于2022-05-17）.
12. 1 2  Cosentino, Gabriele. . . Springer. 2020: 75. ISBN 978-3-030-43005-4. S2CID 216239634. doi:10.1007/978-3-030-43005-4_3. While the Great Replacement is at its core an Islamophobic belief, Lane's ideology is anti-Semitic.
13. 1 2 3 4 5  Camus & Lebourg (2017), pp. 206–207: "The success of that umpteenth incarnation of a theme launched immediately after World War II (Camus has personally declared his indebtedness to Enoch Powell) can be explained by the fact that he subtracted anti-Semitism from the argument."
14. 1 2 3  Chatterton Williams (2017).
15. 1 2 3 4 5  Boubeker, Bancel & Blanchard (2015)，第141–152頁.
16. 1 2  . Anti-Defamation League.   [2022-05-25]. （原始内容存档于2022-05-21） （英语）.
17. ↑  Ekman, Mattias. . Convergence: The International Journal of Research into New Media Technologies. 2022-05-06: 135485652210919  [2022-05-26]. ISSN 1354-8565. doi:10.1177/13548565221091983. （原始内容存档于2022-05-26） （英语）.
18. 1 2 3 4 5  Heim, Joe; McAuley, James. . The Washington Post. 2019-03-15  [2019-03-16]. （原始内容存档于2019-03-18）. Camus, now 72, told The Washington Post that he condemns the Christchurch attacks and has always condemned similar violence. [...] Camus added that he still hopes that the desire for a 'counterrevolt' against 'colonization in Europe today' will grow, a reference to increases in nonwhite populations.
19. ↑  Byman, Daniel. . Foreign Policy. 2022-05-16  [2022-05-26]. （原始内容存档于2022-05-19）. In fact, although white supremacists in the United States and elsewhere have long claimed the white race is under attack, the Great Replacement theory itself originated in France with philosopher Renaud Camus (though Camus himself rejects violence).
20. 1 2 3 4  Finkielkraut (2017), 23m05s.
21. ↑  Croucher, Stephen M. . Communication Monographs. 2013, 80 (1): 46–62. ISSN 0363-7751. S2CID 145389928. doi:10.1080/03637751.2012.739704. Such political rhetoric has been effective in the past decade, as more and more individuals in the US and Europe are less accepting of Muslims, particularly Muslim immigrants (Abbas, 2007; Croucher, 2008; Gonzalez et al., 2008).
22. ↑  . Europol.   [2019-08-06]. （原始内容存档于2019-07-17）.
23. ↑  . BBC. 2016-03-04  [2019-08-06]. （原始内容存档于2016-01-31） （英国英语）.
24. ↑  Bergmann (2018)，第126–27頁.
25. ↑  Polakow-Suransky (2017)，第2–3頁.
26. ↑  Kennelly, Brian Gordon (2004). "Au-delà de leurs doléances, Au nom de l’In-nocence: Renaud Camus and the Political （页面存档备份，存于）", California Polytechnic State University.
27. ↑  .   [2022-05-24]. （原始内容存档于2021-11-04）.
28. 1 2  Camus, Jean-Yves; Mathieu, Annie. . Le Soleil. 2017-08-19. （原始内容存档于2019-05-24）.
29. 1 2  Finkielkraut (2017)，4分25秒.
30. ↑  Leconte, Cécile. . Politix. 2019, 126 (2): 111–134. S2CID 210566278. doi:10.3917/pox.126.0111.
31. ↑  Camus, Renaud. . Fayard. 2013. PT21. ISBN 978-2213672892 （法语）.
32. ↑  Traverso, Enzo. . Verso Books. 2019: 71. ISBN 978-1788730495.
33. ↑  Joignot, Frédéric. . Le Monde. 2014-01-23  [2019-08-04]. （原始内容存档于2019-05-21） （法语）.
34. ↑  Bromley, Roger. . From the European South. University of Nottingham. 2018, 3: 15  [2020-07-20]. （原始内容存档于2020-10-10）.
35. ↑  Albertini, Dominique. . Libération. 2015-10-13  [2019-08-03]. （原始内容存档于2019-07-01） （法语）.
36. ↑  Wilson, Andrew. . Oxford Research Group. 2019-03-27  [2019-04-04]. （原始内容存档于2019-04-04）.
37. 1 2 3  AFP. . Le Figaro. 2019-04-04  [2019-08-04]. （原始内容存档于2019-09-20）. 'L'Europe, il ne faut pas en sortir, il faut en sortir l'Afrique' [...] 'Jamais une occupation n'a pris fin sans le départ de l'occupant. Jamais une colonisation ne s'est achevée sans le retrait des colonisateurs et des colons. La Ligne claire, et seule à l'être, c'est celle qui mène du ferme constat du grand remplacement (...) à l'exigence de la remigration', ajoutent-ils.
38. 1 2  Sapiro, Gisèle. . Le Seuil. 2018. PT377. ISBN 978-2-02-140215-5 （法语）.
39. ↑  Polakow-Suransky (2017)，第210頁.
40. 1 2  Sexton, David. . The Spectator. 2016-11-03  [2018-08-20]. （原始内容存档于2018-08-21）.
41. ↑  Chaouat, Bruno. . Tablet Magazine. 2019-08-27  [2019-09-02]. （原始内容存档于2019-08-28）.
42. ↑  Bergmann (2018)，第127–128頁.
43. ↑  Berger, J. M. . The Atlantic.   [2017-11-24]. （原始内容存档于2019-08-06） （美国英语）. The manifesto itself was soon reduced to the simple phrase 'white genocide', which proliferated at the start of the 21st century and has become the overwhelmingly dominant meme of modern white nationalism.
44. ↑  Dessem, Matthew. . Slate. 2016-12-26  [2017-11-24]. ISSN 1091-2339. （原始内容存档于2018-10-15） （美国英语）. Although it's difficult to date precisely, white supremacist publishing houses being somewhat less reliable than Simon & Schuster, that honor probably belongs to the late David Lane, terrorist, white supremacist, and author of an execrable little essay called 'White Genocide Manifesto'.
45. 1 2  Weil & Truong (2015).
46. ↑  Kauffmann, Grégoire. . Le Seuil. 2016. PT78. ISBN 978-2021300307 （法语）.
47. ↑  François, Stéphane. . Le Monde. 2018-09-06  [2019-08-03]. （原始内容存档于2019-08-22） （法语）.
48. ↑  Debono, Emmanuel. . Le Monde. 2014-11-03  [2019-08-16]. （原始内容存档于2019-08-16） （法语）.
49. ↑  Ait Abdeslam, Abderrahim. . Journal of Multicultural Discourses. 2018, 13 (3): 232–242. S2CID 216116710. doi:10.1080/17447143.2018.1511717.
50. ↑  Liogier, Raphaël. . Le Monde diplomatique. 2014-05-01  [2019-08-06]. （原始内容存档于2019-08-06） （法语）.
51. ↑  Gross, Estelle; Cahuzac, Yannick. . L'Obs.   [2019-08-06]. （原始内容存档于2019-08-22） （法语）.
52. ↑  Marján, Attila; André Sapir. . Baltimore, MD: Johns Hopkins University Press. 2010: 161. ISBN 978-0-8018-9547-0.
53. ↑  Ganesh, Bharath. . The Spinoff. 2019-03-28  [2019-08-06]. （原始内容存档于2019-04-23）.
54. ↑  Robin Yassin-Kassab. . The Guardian. 2014-04-03  [2019-08-06]. （原始内容存档于2019-04-24）.
55. ↑  Soullier, Lucie; Lebourg, Nicolas. . Le Monde. 2019-03-15  [2019-08-06]. （原始内容存档于2019-08-06） （法语）.
56. ↑  Condomines, Anaïs. . LCI. 2019-03-19  [2019-08-06]. （原始内容存档于2019-07-23） （法语）. Valérie Igounet: 'certaines personnes ont cité cette théorie avant Camus mais c'est bien lui qui l'a popularisée. L'association de ces deux mots a fait mouche dans un contexte français particulier, et ce de manière très récente'
57. 1 2  MacKellar, Landis. . Population and Development Review. 2016, 42 (2): 368–375. JSTOR 44015644. doi:10.1111/j.1728-4457.2016.00130.x. hdl:10.1111/padr.2016.42.issue-2 . Michèle Tribalat of the Institut National d'Études Démographiques (INED) has argued that the restriction forces policymakers to proceed with eyes wide shut, but Hervé Le Bras of the École d'Hautes Études en Sciences Sociales (EHESS) counters that such statistics simply objectify and dignify racist prejudices. Both views have some validity. Whichever way you feel, a consequence of our ignorance is that the specter of Le Grand Remplacement haunts French politics
58. 1 2  . Pew Research Center. 2017-11-29  [2020-12-13]. （原始内容存档于2021-02-11）.
59. ↑  Héran, François. . La Découverte. 2017: 20. ISBN 978-2707195821.
60. ↑  . Insee.fr.   [2022-05-24]. （原始内容存档于2020-11-12）.
61. ↑  Tavernise, Sabrina. . The New York Times. 2018-11-22  [2021-10-13]. ISSN 0362-4331. （原始内容存档于2021-10-29） （美国英语）.
62. ↑  Moses, A. Dirk. . Journal of Genocide Research. 2019, 21 (2): 201–213. doi:10.1080/14623528.2019.1599493. In its fixation on demographic substitution, the fear [in Great Replacement theory] mimics settler colonial theory, which highlights how this form of colonialism is marked not primarily exploitation of native labour but through its elimination and replacement by immigrant-settlers: one society displaces another. Camus – and Tarrant who likely takes the French site of his “enlightenment” story from him – fear they are native victims of reverse settler colonialism. Not for nothing does he talk about the “colonization of Europe today.”
63. ↑  Bauböck, Rainer.  [Population exchange or change? Explain the difference, Mr. Strache!]. Der Standard. 2019-05-07  [2019-05-19]. （原始内容存档于2019-05-20） （德语）.
64. ↑  Jones, Dustin. . NPR. 2022-05-16  [2022-05-25]. （原始内容存档于2022-05-17） （英语）.
65. ↑  Chotiner, Isaac. . The New Yorker. 2022-05-15  [2022-05-25]. （原始内容存档于2022-05-23） （美国英语）.
66. ↑  Liabot, Thomas. . Le Journal du Dimanche.   [2019-08-03]. （原始内容存档于2019-04-27） （法语）.
67. ↑  . Le Figaro. 2021-10-21  [2022-05-24]. （原始内容存档于2022-04-28）.
68. 1 2  Wildman, Sarah. . Vox. 2017-08-15. （原始内容存档于2018-08-09）.
69. ↑  .   [2020-11-27]. （原始内容存档于2020-04-30）.
70. 1 2 3 4 5  Miller, Nick. . The Sydney Morning Herald. 2019-03-19  [2019-04-04]. （原始内容存档于2019-03-31）.
71. ↑  Ahmed, Nafeez. . Le Monde diplomatique. 2019-03-25  [2019-04-07]. （原始内容存档于2019-04-07）.
72. ↑  Betz, Hans-Georg. . Rydgren, Jens  (编).  1. Oxford University Press. 2018  [2022-05-24]. ISBN 978-0190644185. LCCN 2017025436. doi:10.1093/oxfordhb/9780190274559.013.5. （原始内容存档于2021-04-16）.
73. ↑  Dearden, Lizzie. . The Independent. 2017-11-09  [2018-09-25]. （原始内容存档于2018-09-25）. ...claims it represents "indigenous Europeans" and propagates the far-right conspiracy theory that white people are becoming a minority in what it calls the "Great Replacement"
74. ↑  Meaker, Morgan. . Vienna: Deutsche Welle. 2018-08-28  [2018-09-24]. （原始内容存档于2018-09-24）. ...and spread the 'great replacement' conspiracy theory—the idea that white Europeans will be replaced by people from the Middle East and Africa through immigration. The theory is based on inflated statistics and un-substantiated demographic projections. Right now, only 4 percent of the European Union is made up of non-EU nationals.
75. ↑  . AP-NORC.   [2022-05-16]. （原始内容存档于2022-05-13） （美国英语）.
76. ↑  Osborne, Samuel. . The Independent. 2017-04-25  [2018-09-23]. （原始内容存档于2018-09-24）.
77. ↑  Froio, Caterina. . Perspectives on Politics. 2018-08-21, 16 (3): 696–709. S2CID 149865406. doi:10.1017/S1537592718001573. ...the conspiracy theory of the Grand remplacement (Great replacement) positing the 'Islamo-substitution' of biologically autochthonous populations in the French metropolitan territory, by Muslim minorities mostly coming from sub-Saharan Africa and the Maghreb
78. ↑  Schneider, Frédérique.  (Video). La Croix. 2018-01-26  [2018-09-23]. （原始内容存档于2018-09-23） （法语）. ...le " grand remplacement ", une théorie de type conspirationniste selon laquelle il existerait un processus de remplacement des Français sur leur sol par des non-Européens.
79. 1 2 3   [Identity politics and the myth of the "great replacement"]. The Conversation. 2019-06-16  [2019-07-11]. （原始内容存档于2019-07-11） （法语）.
80. ↑  . The Southern Poverty Law Center. 2019-04-17  [2019-05-17]. （原始内容存档于2019-05-17）.
81. ↑   [The myth of the great exchange]. Expo. 2019-03-15  [2019-07-10]. （原始内容存档于2019-07-10） （瑞典语）.
82. ↑   [Racism, homophobia: what we find on the accounts of FN candidates]. France-Soir. 2017-06-06  [2019-07-08]. （原始内容存档于2019-07-08） （法语）.
83. ↑   [Legislative – National Front: not so presentable candidates ...]. Le Point. 2017-06-08  [2019-07-08]. （原始内容存档于2019-07-08） （法语）.
84. ↑   [The FN in PACA: Racist and Islamophobic remarks from candidates for the legislative elections]. France Info. 2017-06-07  [2019-07-08]. （原始内容存档于2019-07-08） （法语）.
85. ↑  . Politico. 2019-04-22  [2019-05-19]. （原始内容存档于2019-05-08）. Marion Maréchal—pegged as the heir apparent to the Le Pen dynasty and a possible presidential contender in 2022—is a proponent of the "Great Replacement" theory embraced by the man accused of the Christchurch killings in New Zealand.
86. ↑  . The Economist. 2019-03-14  [2019-05-17]. （原始内容存档于2019-05-17）.
87. 1 2   [The Conspiracy Theory of the Gunner]. Der Tagesspiegel. 2019-03-19  [2019-06-27]. （原始内容存档于2019-03-31） （德语）.
88. ↑   [Jordan Bardella evokes the "Great replacement" without naming it]. France-Soir. 2019-05-16  [2019-05-17]. （原始内容存档于2019-05-17） （法语）.
89. 1 2   [Great replacement and Kosovo: the fantasy of Zemmour and Marion Maréchal]. France-Soir. 2019-06-19  [2019-06-25]. （原始内容存档于2019-06-26） （法语）.
90. ↑  Sowerwine, Charles. . London: Palgrave. 2018: 460. ISBN 978-1-137-40611-8. OCLC 1051356006. Zemmour flirted with a far-right conspiracy theory; the Grand remplacement (Great Replacement)
91. ↑  . Al Jazeera. 2019-05-01  [2019-05-17]. （原始内容存档于2019-05-17）.
92. ↑  . The Times of Israel. 2019-05-01  [2019-05-17]. （原始内容存档于2019-05-16）.
93. ↑  . Reuters. 2019-05-01  [2019-05-17]. （原始内容存档于2019-05-17）.
94. ↑  . The Guardian. 2019-04-29  [2019-05-17]. （原始内容存档于2019-05-17）.
95. ↑  . Foreign Policy. 2019-05-13  [2019-05-17]. （原始内容存档于2019-05-16）.
96. ↑   [What do you have to do to become a "warrior" or "veteran" of Schild & Vrienden and what is the ultimate goal?]. Vlaamse Radio- en Televisieomroeporganisatie. 2018-08-31  [2019-07-11]. （原始内容存档于2019-07-11） （荷兰语）.
97. ↑   [From "redpill" to "normies": these are the basic concepts of Schild & Vrienden]. Vlaamse Radio- en Televisieomroeporganisatie. 2018-09-05  [2019-07-11]. （原始内容存档于2019-07-11） （荷兰语）.
98. ↑  . Time. 2019-07-18  [2019-07-18]. （原始内容存档于2019-07-18）.
99. ↑  Ebner, Julie; Davey, Jacob.  (PDF). Institute for Strategic Dialogue. 2019-07-01  [2019-07-18]. （原始内容存档 (PDF)于2019-07-24）.
100. 1 2 3   [From the climate to the Qur'an: The election campaign is about a distant future we will not experience]. Kristeligt Dagblad. 2019-05-20  [2019-07-08]. （原始内容存档于2019-07-08） （丹麦语）.
101. 1 2   [Detector: Predictions about the Great Replacement are 'something worse than nonsense']. DR (broadcaster). 2019-06-20  [2019-07-08]. （原始内容存档于2019-07-08） （丹麦语）.
102. ↑   [Rasmus Paludan, the Danish face of extreme xenophobia]. Le Monde. 2019-05-31  [2019-07-08]. （原始内容存档于2019-06-27） （法语）.
103. 1 2 3   [Why the Home Office warns against right-wing rhetoric]. Berliner Morgenpost. 2019-03-23  [2019-06-27]. （原始内容存档于2019-06-26） （德语）.
104. 1 2   [Right-wing extremists are trying desperately to reinterpret the Christchurch massacre]. Vice. 2019-03-19  [2019-06-27]. （原始内容存档于2019-06-23） （德语）.
105. 1 2 3  . SBS World News. 2019-07-08  [2019-07-08]. （原始内容存档于2019-07-08）.
106. ↑  . Politico. 2019-05-06  [2019-05-25]. （原始内容存档于2019-05-25）.
107. ↑  O'Malley, Nick. . The Sydney Morning Herald. 2019-09-15  [2022-05-24]. （原始内容存档于2021-04-16） （英语）.
108. ↑  . ThinkProgress. 2019-05-13  [2019-05-25]. （原始内容存档于2019-05-25）.
109. ↑  . Radio New Zealand. 2019-04-07  [2019-05-25]. （原始内容存档于2019-05-25）.
110. ↑  Ryan, Órla. . TheJournal.ie.   [2022-05-24]. （原始内容存档于2021-11-05）.
111. ↑  . Irish Examiner. 2019-11-16  [2022-05-24]. （原始内容存档于2021-11-05）.
112. ↑  Holl, Kitty; Correspondent, Social Affairs. . The Irish Times.   [2022-05-24]. （原始内容存档于2021-09-13）.
113. ↑  Deegan, Gordon. . The Irish Times.   [2022-05-24]. （原始内容存档于2020-11-29）.
114. ↑  Downes, Richard, , Raidió Teilifís Éireann, 2020-06-25  [2022-05-24], （原始内容存档于2021-07-14）.
115. ↑  . Irish Examiner. 2020-01-06  [2022-05-24]. （原始内容存档于2021-11-04）.
116. ↑  Security, Conor Lally; Editor, Crime. . The Irish Times.   [2022-05-24]. （原始内容存档于2020-12-27）.
117. ↑  . Extra.ie. 2020-10-23  [2022-05-24]. （原始内容存档于2020-11-11）.
118. ↑  Association, Press. . TheJournal.ie.   [2022-05-24]. （原始内容存档于2021-04-16）.
119. ↑  . NPR. 2019-05-22  [2019-05-24]. （原始内容存档于2019-05-24）. A recurrent Salvini theme is what is known as the "Great Replacement" conspiracy theory, which he described this way in an interview with Italy's Sky TG24 news
120. ↑   [Migrants, Salvini on Sky TG24: "An ethnic substitution is underway"]. Sky TG24. 2016-05-29  [2019-05-24]. （原始内容存档于2019-05-24） （意大利语）.
121. 1 2 3  Schulte, Addie.  [The struggle for the future: On doom-scenarios and progress]. Cossee Publishers. 2019. ISBN 978-9059368347 （荷兰语）.
122. ↑   ["Omvolking" comes from a French castle]. NRC Handelsblad. 2018-01-22  [2019-07-11]. （原始内容存档于2018-04-24） （荷兰语）.
123. ↑  . The Washington Post. 2019-04-28  [2019-05-17]. （原始内容存档于2019-05-17）.
124. ↑  . Foreign Policy. 2019-03-16  [2019-05-17]. （原始内容存档于2019-05-10）.
125. ↑  Scheffer, Paul.  [The doom scenario of 'minority in one's own country]. NRC Handelsblad. 2018-09-18  [2019-07-11]. （原始内容存档于2019-09-02） （荷兰语）.
126. ↑  Soto Ivars, Juan.  [Cultural separatism: the joining hinge between the extreme right and the identitarian left]. El Confidencial. 2020-08-15  [2021-05-22]. （原始内容存档于2021-11-10） （西班牙语）.
127. ↑  Maestre, Antonio.  [Lepénisme starts to show in Catalonia]. ElDiario.es. 2021-02-13  [2021-05-22]. （原始内容存档于2021-03-04） （西班牙语）. El discurso nacionalista catalán contra los castellanohablantes es una reformulación de la teoría supremacista neonazi del "Gran Reemplazo", que argumentaba que la inmigración de países africanos a Europa tenía como objetivo diluir la identidad occidental. El votante potencial de Vox en Cataluña es para los nacionalistas esencialistas catalanes lo que los inmigrantes musulmanes son para Vox. La tormenta perfecta del odio. [The Catalan nationalist discourse against Castillian-speakers is a reformulation of the Neo-Nazi supremacist theory of the "Great Replacement", which argues that immigration from African countries to Europe has as its obective the dilution of the Western identity. Vox's potential voter in Catalonia is for the purist Catalan nationalists what the Muslim immigrants are for Vox. The perfect storm of hatred.]
128. ↑  . University of Cambridge. 2018-11-23  [2021-01-21]. （原始内容存档于2021-11-10）.
129. ↑  . The Guardian. 2019-07-08  [2019-07-09]. （原始内容存档于2019-07-09）.
130. ↑  . The Independent. 2019-07-08  [2019-07-09]. （原始内容存档于2019-07-09）.
131. ↑  . Business Insider. 2019-05-07  [2019-05-19]. （原始内容存档于2019-05-08）.
132. ↑  . Southern Poverty Law Center. 2019-03-15  [2019-05-19]. （原始内容存档于2019-06-02）.
133. ↑  . ThinkProgress. 2019-05-05  [2019-05-19]. （原始内容存档于2019-05-16）.
134. ↑  Rubenstein, Adam. . The Weekly Standard. 2018-11-08  [2019-05-19]. （原始内容存档于2019-04-18）.
135. ↑  . Haaretz. 2018-11-09  [2019-05-19]. （原始内容存档于2018-11-30）.
136. ↑  . Vice Media. 2019-03-15  [2019-05-19]. （原始内容存档于2019-03-31）.
137. ↑  Hamilton, Graeme. . National Post. 2017-07-10  [2019-06-10].[永久]
138. ↑  . PressProgress. 2019-06-03  [2019-06-05]. （原始内容存档于2019-06-05）.
139. ↑  . The Globe and Mail. 2019-06-04  [2019-06-05]. （原始内容存档于2019-06-05）.
140. ↑  . Vice Media. 2019-06-04  [2019-06-05]. （原始内容存档于2019-06-06）.
141. ↑  Bergmann (2018)，第127頁.
142. ↑  Bromley, Roger.  (PDF). From the European South. 2018, 3: 13–26  [2019-10-04]. ISSN 2531-4130. （原始内容存档 (PDF)于2019-03-23）. [T]he 'Unite the Right', white nationalist, neo-fascist rally chanted 'you will not replace us' and 'the Jews will not replace us,' echoing the  'Great Replacement' claim, with a sharper anti-Semitic edge than is currently deployed publicly in Europe.
143. ↑  Weitzmann, Marc. . Foreign Affairs. 2019-04-01  [2019-04-03]. （原始内容存档于2019-04-03）.
144. ↑  . Fortune. 2019-01-10  [2019-05-17]. （原始内容存档于2019-05-17）.
145. ↑  . Newsweek. 2019-03-20  [2019-05-17]. （原始内容存档于2019-05-17）.
146. ↑  . The New York Times. 2019-01-10  [2019-05-17]. （原始内容存档于2019-01-10）.
147. ↑  . The Guardian. 2018-10-27  [2019-05-17]. （原始内容存档于2019-05-17）.
148. ↑  . Mother Jones. 2019-01-15  [2019-05-17]. （原始内容存档于2019-05-17）.
149. ↑  . Newsweek. 2019-05-30  [2019-06-05]. （原始内容存档于2019-06-05）.
150. ↑  . Miami New Times. 2019-05-21  [2019-05-24]. （原始内容存档于2019-05-23）.
151. ↑  . WLRN-TV. 2019-05-19  [2019-05-24]. （原始内容存档于2019-05-28）.
152. ↑  Kesich, Greg. . Portland Press Herald. 2019-06-23  [2019-10-07]. （原始内容存档于2019-10-07）.
153. ↑  . BBC News. 2019-08-05  [2019-08-04]. （原始内容存档于2019-08-04）.
154. ↑  Romero, Simon; Fernandez, Manny; Padilla, Mariel. . The New York Times. 2019-08-03  [2022-05-24]. ISSN 0362-4331. （原始内容存档于2019-08-04）.
155. 1 2  Arango, Tim; Bogel-Burroughs, Nicholas; Benner, Katie. . The New York Times. 2019-08-03  [2019-08-04]. （原始内容存档于2019-09-17）.
156. ↑  Fisher, Marc. . The Washington Post. 2019-08-05  [2022-05-24]. （原始内容存档于2020-11-29）.
157. ↑  Biesecker, Michael; Dunklin, Reese; Kunzelman, Michael. . Associated Press. 2019-08-04  [2022-05-24]. （原始内容存档于2021-02-03）.
158. ↑  Rucker, Philip. . The Washington Post. 2019-08-04  [2022-05-24]. （原始内容存档于2021-01-27）.
159. ↑  Bump, Philip. . The Washington Post. 2021-04-14  [2022-05-24]. （原始内容存档于2021-11-23）.
160. ↑  .   [2022-05-24]. （原始内容存档于2022-05-20）.
161. ↑  . 2021-04-16  [2022-05-24]. （原始内容存档于2021-11-04）.
162. ↑  Ellison, Keith. . The Independent. 2019-07-09  [2019-07-10]. （原始内容存档于2019-07-09）.
163. ↑  Davis, Mick. . The Jewish Chronicle. 2019-07-10  [2019-07-11]. （原始内容存档于2019-07-11）.
164. ↑  . The Guardian. 2019-07-07  [2019-07-08]. （原始内容存档于2019-07-08）.
165. ↑  . The Washington Post.   [2022-05-24]. （原始内容存档于2022-05-16）.
166. ↑  Haltiwanger, John. . Business Insider. 2021-09-23  [2021-09-23]. （原始内容存档于2021-09-25）.
167. ↑  Karni, Annie. . The New York Times. 2022-05-17  [2022-05-17]. ISSN 0362-4331. （原始内容存档于2022-05-17） （美国英语）.
168. ↑  . News Corp Australia. 2019-04-26  [2019-05-24]. （原始内容存档于2019-05-16）.
169. ↑  . Reuters. 2019-04-04  [2019-05-24]. （原始内容存档于2019-04-04）.
170. ↑  . News Corp Australia. 2019-05-17  [2019-05-24]. （原始内容存档于2019-05-22）. Last month, Senator Anning's party made a Facebook post endorsing The Great Replacement, "We need to preserve our ethno-cultural identity, or we will fast become a minority," Senator Anning's post said.
171. ↑  . In-nocence.   [2019-08-05]. （原始内容存档于2022-03-31）. Il n'est d'autre chance de retour à la paix civile et à la dignité que la libération du sol national et le retour chez eux des colonisateurs : remigration, Grand Rapatriement.
172. ↑   [The fantasy of the "great replacement" demographic]. Le Monde. 2014-01-23  [2019-05-25]. （原始内容存档于2019-05-21） （法语）.
173. 1 2 3  Eligon, John. . The New York Times. 2019-08-07 –ProQuest.
174. ↑  Popli, Nik. . Time. 2022-05-16  [2022-05-24]. （原始内容存档于2023-09-29）.
175. ↑  Dakin Andone; Jason Hanna; Joe Sterling; Paul P. Murphy. . CNN. 2018-10-27  [2020-06-25]. （原始内容存档于2019-04-21）.
176. ↑  . Southern Poverty Law Center.   [2020-06-25]. （原始内容存档于2021-09-18） （英语）.
177. 1 2  Darby, Luke. . The Telegraph (London). 2019-08-05 –ProQuest.
178. ↑  . Associated Press. 2019-05-16  [2019-05-24]. （原始内容存档于2019-05-24）.
179. ↑  Arango, Tim; Bogel-Burroughs, Nicholas; Benner, Katie. . The New York Times. 2019-08-03  [2019-09-18]. ISSN 0362-4331. （原始内容存档于2019-09-17）.
180. ↑  Benner, Katie; Bogel-Burroughs, Nicholas; Arango, Tim. . The Irish Times. 2019-08-04  [2022-05-26]. （原始内容存档于2019-08-04）.
181. ↑  McKinley, Jesse; Traub, Alex; Closson, Troy. . The New York Times. 2022-05-14  [2022-05-14]. ISSN 0362-4331. （原始内容存档于2022-05-15） （美国英语）.
182. ↑  Stanley-Becker, Isaac; Harwell, Drew. . The Washington Post. 2022-05-15  [2022-05-15]. （原始内容存档于2022-05-16）.
183. ↑  Collins, Ben. . NBC News. 2022-05-14  [2022-05-15]. （原始内容存档于2022-05-15）.
184. ↑  Vera, Shimon Prokupecz,Christina Maxouris,Dakin Andone,Samantha Beech,Amir. . CNN. 2022-05-15  [2022-05-17]. （原始内容存档于2022-05-15） （英语）.

## 延伸阅读
- Finnsiö, Morgan.  [The myth of the great exchange]. Expo. 2019-03-15  [2022-05-24]. （原始内容存档于2019-07-10）.